# 水曲柳
水曲柳又名東北梣（学名：Fraxinus mandschurica）为木犀科梣属的植物。

## 形态
落叶大乔木；小枝对生有四棱；奇数羽状复叶，卵状长圆形小叶7－11枚，基部楔形，不对称，边缘有锯齿，下面沿着脉和小叶基部密生黄褐色绒毛，叶轴微有翅；圆锥花序腋生，雌雄异株，夏季开花。

## 分布
分布于朝鲜、日本、俄罗斯以及中国的陕西、甘肃、湖北、东北、华北等地，生长于海拔700米至2,100米的地区，一般生长在山坡疏林中或河谷平缓山地，目前在日本有人工引种栽培案例。

## 别名
大叶梣、东北梣（华北树木志）